# Typosyllis mauretanica
Typosyllis mauretanica är en ringmaskart som beskrevs av Licher 1999. Typosyllis mauretanica ingår i släktet Typosyllis och familjen Syllidae. Inga underarter finns listade i Catalogue of Life.